# Rhacophorus kio
Ếch cây Kio (Danh pháp khoa học: Rhacophorus kio) là một loài ếch cây trong họ Rhacophoridae, được tìm thấy ở một số vùng châu Á như Việt Nam, Lào, Thái Lan, Trung Quốc.

## Đặc điểm
Giống với loài loài ếch cây xanh đốm, nhưng bụng có màu vàng và một chấm đen rõ nét ở nách của chân trước, kích thước lớn, phần hậu môn sẻ xẻ thuỳ. Loài này thưởng sống ở độ cao trung bình nơi có nhiều những dòng thác chảy và độ ẩm khá cao. Đôi khi ta có thể tìm thấy chúng ở các khu rừng phục hồi ở Việt Nam, chúng còn sinh sống tại các vùng đất trũng nằm quanh các ruộng lúa ở Thành phố Hồ Chí Minh sống đơn lẻ tại khu vực chỉ cách trung tâm Thành phố 90 km, loài ếch này lần đầu ở Việt Nam hồi năm 2009 trong chuyến khảo sát tới các cánh rừng. Loài ếch này đang có nguy cơ tuyệt chủng do mất môi trường sống và sự xâm lấn của con người.

## Hình ảnh

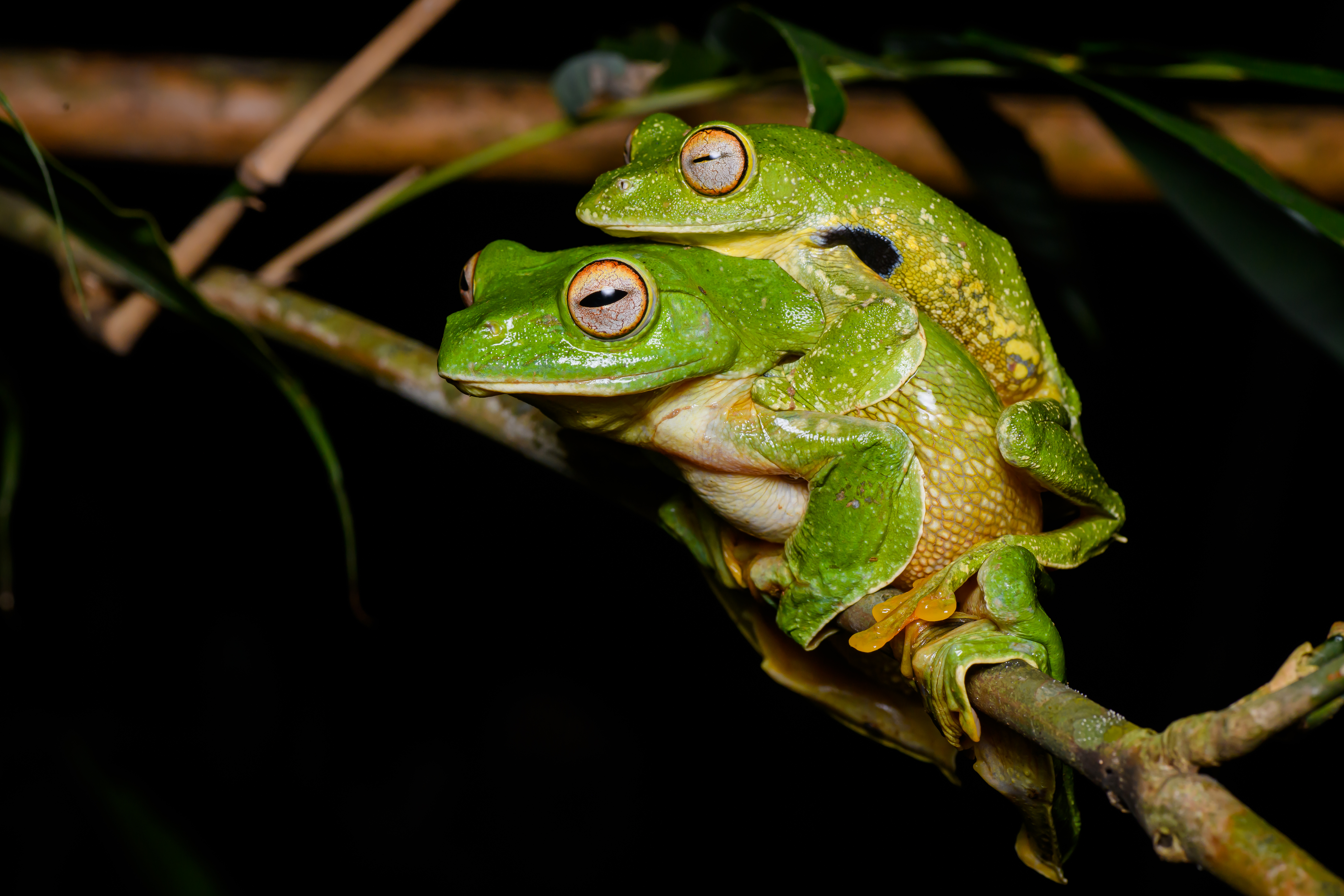
Mating Rhacophorus kio